# Георгиос Спиридоянис
Георгиос Спиридоянис (на гръцки: Γεώργιος Σπυριδογιάννης) е гръцки революционер, деец на Гръцката въоръжена пропаганда в Македония от началото на XX век.

## Биография
Георгиос Спиридоянис е роден в Гримбиляна на остров Крит, тогава в Османската империя. Присъединява се към комитета на гръцката пропаганда в Македония и оглавява чета от 18 души.